# CUTIE STREET
CUTIE STREET(큐티 스트릿)은 일본의 여성 아이돌 그룹이다. 소속 사무소는 주식회사 아소비시스템.

## 개요
아소비시스템에 의해 2022년에 발족한 신 프로젝트 「KAWAII LAB.」로부터 탄생한 아이돌 그룹. 그룹명은 「어떤 나(CUTIE)도 될 수 있고, 어떤 곳(STREET)에도 갈 수 있다」는 뜻으로 멤버들, 그리고 멤버들과 함께 하는 사람들도 「되고 싶은 나」를 찾아 주었으면 하는 마음이 담겨있다.

## 구성원
이름, 생년월일, 이미지 컬러
- 후루사와 리사 (古澤 里紗, 2000년 11월 8일(24세)), 쿠마모토현 출신 - 노랑 -  N.D.Promotion 소속
- 사노 아이카 (佐野 愛花, 2000년 11월 26일(24세)), 도쿄도 출신 - 빨강 - 플레이브 엔터테인먼트 소속
- 이타쿠라 카나 (板倉 可奈, 2001년 11월 11일(23세)), 지바현 출신 - 민트 그린 - GROVE 주식회사 소속
- 마스다 아야노 (増田 彩乃, 2003년 5월 26일(22세)), 아이치현 출신 - 파랑 - LUV 소속
- 카와모토 에미루 (川本 笑瑠, 2002년 4월 22일(23세)), 가나가와현 출신 - 오렌지
- 우메다 미유 (梅田 みゆ, 2004년 9월 13일(20세)), 쿠마모토현 출신 - 물
- 마나베 나기사 (真鍋 凪咲, 2004년 6월 28일(21세)), 가나가와현 출신 - 보라
- 사쿠라바 하루카 (桜庭 遥花, 2006년 1월 29일(19세)), 홋카이도 출신 - 분홍 - PRODUCE 101 JAPAN THE GIRLS 참가자

## 작품

### 싱글
1. かわいいだけじゃだめですか？ (2024년 11월 13일)
2. キューにストップできません! / ちきゅーめいくあっぷ計画 (2025년 7월 23일)

### 디지털 싱글
1. かわいいだけじゃだめですか？ (2024년 9월 9일)
2. ハッピー世界! (2025년 1월 24일)
3. ラブトレ (2025년 2월 26일)
4. ハルフレーク (2025년 3월 26일)
5. ちきゅーめいくあっぷ計画 (2025년 4월 16일)
6. キューにストップできません! (2025년 5월 7일)
7. モアベリサマー (2025년 8월 13일)